# 15. Międzynarodowy Festiwal Filmowy w Wenecji
15. Międzynarodowy Festiwal Filmowy w Wenecji odbył się w dniach 22 sierpnia – 7 września 1954 roku.
Jury pod przewodnictwem włoskiego pisarza Ignazio Silone przyznało nagrodę główną festiwalu, Złotego Lwa, włoskiemu filmowi Romeo i Julia w reżyserii Renato Castellaniego. Drugą nagrodę w konkursie głównym, Srebrnego Lwa, przyznano ex aequo czterem filmom: włoskiej La stradzie w reżyserii Federico Felliniego, amerykańskiemu obrazowi Na nabrzeżach w reżyserii Elii Kazana oraz japońskim filmom Siedmiu samurajów w reżyserii Akiry Kurosawy i Zarządca Sanshō w reżyserii Kenji Mizoguchiego.

## Członkowie jury

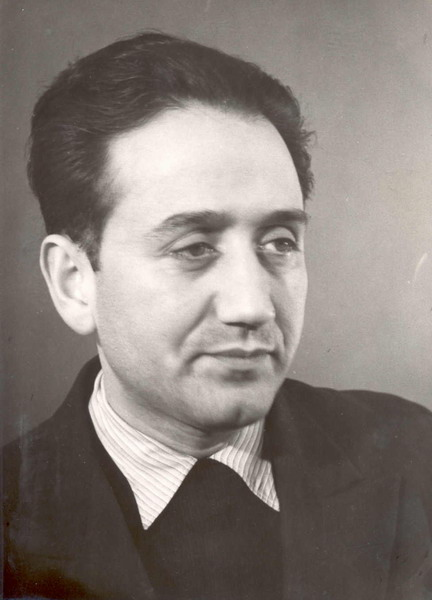
Przewodniczący jury konkursu głównego Ignazio Silone

### Konkurs główny
- Ignazio Silone, włoski pisarz − przewodniczący jury[2]
- Bengt Idestam-Almquist, szwedzki scenarzysta
- Louis Chauvet, francuski dziennikarz
- Carlos Fernández Cuenca, hiszpański krytyk filmowy
- Mario Gromo, włoski krytyk filmowy
- Roger Manvell, brytyjski historyk filmu
- Pasquale Ojetti, włoski krytyk filmowy
- Piero Regnoli, włoski scenarzysta
- Filippo Sacchi, włoski krytyk filmowy